# Hans-Peter Lang
Hans-Peter Lang (* 1948 in Zürich) ist ein Schweizer Maurer, Bauführer und Sozialunternehmer, der ab 1993 die Stiftung Wendepunkt für Arbeitslose und Randständige im Kanton Aargau gegründet und aufgebaut hat. 2012 wurde er deshalb zum Aargauer des Jahres gewählt.

## Leben
Lang wuchs im Kanton Zürich auf, lernte Maurer, besuchte danach die Bauschule in Aarau und arbeitete während 23 Jahren als Kadermann und Geschäftsführer im Baugewerbe. Er ist verheiratet mit Margrit Fisler, sie haben zwei Kinder und sechs Enkelkinder und wohnen in Aarau.

## Stiftung Wendepunkt
1993 kündete Lang seine Arbeitsstelle und gründete in Rupperswil die Stiftung Wendepunkt mit 1000 Schweizerfranken Startkapital für Menschen, die auf dem Arbeitsmarkt keine Chance hatten. Zusammen erbrachten sie Handwerksleistungen wie Malen, Schreinern und Zimmern. Er hatte Erfolg damit und konnte weitere Personen einstellen, Betriebe und Organisationen gründen und aufbauen. Heute arbeiten etwa 600 Mitarbeitende für die Stiftung Wendepunkt an verschiedenen Standorten im Kanton Aargau, so in Aarau, Buchs, Rothrist, Wettingen und Muhen, wo heute das grösste Betriebsgebäude steht. Das Sozialunternehmen hat einen Umsatz von 24 Millionen Schweizerfranken pro Jahr.
2008 bis 2013 hat er schrittweise die Geschäftsführung der Stiftung Wendepunkt, der Fachschule für Sozialmanagement und der Personalfirma Drehpunkt seinem Sohn Sascha übergeben.
Lang wurde 2012 zum Aargauer des Jahres gewählt.
Er war Präsident des Vereins der Christlichen Institutionen der sozialen Arbeit (CISA) und Präsident der Arbeitsgemeinschaft Schweizer Sozialfirmen (ASSOF). Er hält Vorträge zur sozialen Diakonie und geistlichen Themen wie Gebet in der ganzen Schweiz.